# Mechander Robo
Mechander Robot (яп. 合身戦隊メカンダーロボ Гассин Сэнтай Мэкандаа Робо) — японский аниме-сериал, выпущенный студией Wako Productions. Транслировался по телеканалу TV Tokyo с 3 марта по 29 декабря 1977 года. Всего выпущено 35 серий аниме.

## Сюжет
Далеко из системы Ганимеда на Землю прибывает империя Дорон и оккупирует 95% земли за несколько дней. Доктор Сикисима, создаёт супер-робота как последнюю надежду спасти Землю. Одним из пилотов робота становится Джимми Орион, его мать же став киборгом, возглавляет повстанческие силы.

## Роли озвучивали
| Имя                                     | Робот       | Озвучивали:     |
| --------------------------------------- | ----------- | --------------- |
| Диктор                                  |             | Кёдзи Наката    |
| Джимми Орион                            | Механдер-1  | Акира Камия     |
| Кодзиро Хатидзима (Маркус Вэнс)         | Механдер-2  | Кадзуюки Согабэ |
| Рёсукэ Сикисима (Дэвид Хумбольт)        | Торайка B-3 | Акио Нодзима    |
| Мика Сикисима (Дженни Химбольт)         |             | Кэйко Ёкодзава  |
| Генерал Озмель (Генерал Гозмел)         |             | Масанэ Цукаяма  |
| Профессор Сикисима (Профессор Хумбольт) |             | Масая Таки      |
| Медуза                                  |             | Нацуко Фудзи    |

## Международная трансляция
Аниме-сериал был дублирован на английском языке и транслировался на Филиппинах в конце 70-х годов.
Сериал также транслировался на корейском языке на территории Южной Корей по телеканалу MBC TV в 1986 году под названием 메칸더V. Эти также один из самых популярных меха-сериалов в стране.

## Появление в видео играх
Механдер Робо появляется в игре Super Robot Wars, в версии игры для Wonderswan Color. Как и в аниме, если робот разворачивается и определённое количество раз проходит повороты, появляется ракета Омега и пытается уничтожить максимальное количество роботов.

## Игрушки
Во время выпуска аниме-сериала компанией Bullmark была выпущена серия игрушек — роботов.
В 2009 году корпорацией CM были выпущены фигурки робота как часть серии товаров Меха-игрушек. Игрушка обладает большой функциональностью а также к ней приладаются аксессуары, такие как меч фехтовальщика, дополнительные руки и ракета. Позже была выпущена новая серия игрушек с металлической отделкой.